# Critérium du Dauphiné 2025
De 77e editie van het Critérium du Dauphiné werd verreden van zondag 8 juni tot en met zondag 15 juni 2025. De wedstrijd was onderdeel van de UCI World Tour 2025 en werd door velen gebruikt als voorbereiding op de Ronde van Frankrijk 2025. De vorige editie werd gewonnen door de Sloveen Primož Roglič, die dit keer niet meedeed vanwege de gevolgen van een val in de Ronde van Italië.

## Etappe-overzicht
| Etappe | Datum   | Start              | Aankomst              | Type                | Afstand (km) | Winnaar         | Klassementsleider |
| ------ | ------- | ------------------ | --------------------- | ------------------- | ------------ | --------------- | ----------------- |
| 1e     | 8 juni  | Domérat            | Montluçon             | Heuvelrit           | 195,8        | Tadej Pogačar   | Tadej Pogačar     |
| 2e     | 9 juni  | Prémilhat          | Issoire               | Heuvelrit           | 204,6        | Jonathan Milan  | Jonathan Milan    |
| 3e     | 10 juni | Brioude            | Charantonnay          | Heuvelrit           | 207,2        | Iván Romeo      | Iván Romeo        |
| 4e     | 11 juni | Charmes-sur-Rhône  | Saint-Péray           | Individuele tijdrit | 17,4         | Remco Evenepoel | Remco Evenepoel   |
| 5e     | 12 juni | Saint-Priest       | Mâcon                 | Heuvelrit           | 183          | Jake Stewart    | Remco Evenepoel   |
| 6e     | 13 juni | Valserhône         | Combloux              | Bergrit             | 126,7        | Tadej Pogačar   | Tadej Pogačar     |
| 7e     | 14 juni | Grand-Algueblanche | Valmeinier 1800       | Bergrit             | 131,6        | Tadej Pogačar   | Tadej Pogačar     |
| 8e     | 15 juni | Val-d'Arc          | Plateau du Mont-Cenis | Bergrit             | 133,3        | Lenny Martinez  | Tadej Pogačar     |

## Klassementenverloop
| Etappe | Winnaar         | Algemeen klassement · | Puntenklassement ·   | Bergklassement · | Jongerenklassement · | Ploegenklassement         |
| ------ | --------------- | --------------------- | -------------------- | ---------------- | -------------------- | ------------------------- |
| 1      | Tadej Pogačar   | Tadej Pogačar         | Tadej Pogačar        | Paul Ourselin    | Remco Evenepoel      | Team Visma I Lease a Bike |
| 2      | Jonathan Milan  | Jonathan Milan        | Mathieu van der Poel | Paul Ourselin    | Jonathan Milan       | Team Visma I Lease a Bike |
| 3      | Iván Romeo      | Iván Romeo            | Mathieu van der Poel | Paul Ourselin    | Iván Romeo           | Movistar                  |
| 4      | Remco Evenepoel | Remco Evenepoel       | Mathieu van der Poel | Paul Ourselin    | Remco Evenepoel      | Team Visma I Lease a Bike |
| 5      | Jake Stewart    | Remco Evenepoel       | Mathieu van der Poel | Paul Ourselin    | Remco Evenepoel      | Team Visma I Lease a Bike |
| 6      | Tadej Pogačar   | Tadej Pogačar         | Mathieu van der Poel | Alex Baudin      | Florian Lipowitz     | Team Visma I Lease a Bike |
| 7      | Tadej Pogačar   | Tadej Pogačar         | Tadej Pogačar        | Tadej Pogačar    | Florian Lipowitz     | Team Visma I Lease a Bike |
| 8      | Lenny Martinez  | Tadej Pogačar         | Tadej Pogačar        | Bruno Armirail   | Florian Lipowitz     | Team Visma I Lease a Bike |

## Eindklassementen
| Plaats    | Naam                       | Ploeg                      | tijd      |
| --------- | -------------------------- | -------------------------- | --------- |
| Gele trui | Tadej Pogačar              | UAE Team Emirates          | 29u19'46" |
| 2         | Jonas Vingegaard           | Team Visma \| Lease a Bike | + 59"     |
| 3         | Florian Lipowitz           | Red Bull-BORA-hansgrohe    | + 2'38"   |
| 4         | Remco Evenepoel            | Soudal Quick-Step          | + 4'21"   |
| 5         | Tobias Halland Johannessen | Uno-X Mobility             | + 6'12"   |
| 6         | Matteo Jorgenson           | Team Visma \| Lease a Bike | + 7'28"   |
| 7         | Enric Mas                  | Movistar                   | + 7'57"   |
| 8         | Paul Seixas                | Decathlon AG2R La Mondiale | + 8'25"   |
| 9         | Carlos Rodríguez           | INEOS Grenadiers           | + 8'57"   |
| 10        | Guillaume Martin           | Groupama-FDJ               | + 10'01"  |
| 11        | Emanuel Buchmann           | Cofidis                    | + 10'34"  |
| 12        | Ben Tulett                 | Team Visma \| Lease a Bike | + 13'08"  |
| 13        | Sepp Kuss                  | Team Visma \| Lease a Bike | + 13'24"  |
| 14        | Jordan Jegat               | Team TotalEnergies         | + 16'56"  |
| 15        | Mathys Rondel              | Tudor Pro Cycling Team     | + 16'59"  |
| 16        | Gregor Mühlberger          | Movistar                   | + 17'03"  |
| 17        | Alexey Lutsenko            | Israel-Premier Tech        | + 19'10"  |
| 18        | Louis Meintjes             | Intermarché-Wanty          | + 19'32"  |
| 19        | Eddie Dunbar               | Jayco AlUla                | + 20'43"  |
| 20        | Esteban Chaves             | EF Education-EasyPost      | + 24'08"  |

| Plaats | Ploeg                      | Tijd      |
| ------ | -------------------------- | --------- |
| 1      | Team Visma \| Lease a Bike | 88h16'04" |
| 2      | Decathlon AG2R La Mondiale | + 39'05"  |
| 3      | Bahrain-Victorious         | + 49'21"  |
| 4      | Red Bull-BORA-hansgrohe    | + 51'46"  |
| 5      | UAE Team Emirates          | + 51'46"  |

| Plaats      | Naam                 | Ploeg                      | Punten |
| ----------- | -------------------- | -------------------------- | ------ |
| Groene trui | Tadej Pogačar        | UAE Team Emirates          | 79     |
| 2           | Mathieu van der Poel | Alpecin-Deceuninck         | 79     |
| 3           | Jonas Vingegaard     | Team Visma \| Lease a Bike | 70     |
| 4           | Remco Evenepoel      | Soudal Quick-Step          | 55     |
| 5           | Florian Lipowitz     | Red Bull-BORA-hansgrohe    | 48     |

| Plaats   | Naam             | Ploeg                      | Punten |
| -------- | ---------------- | -------------------------- | ------ |
| Bergtrui | Bruno Armirail   | Decathlon AG2R La Mondiale | 36     |
| 2        | Tadej Pogačar    | UAE Team Emirates          | 33     |
| 3        | Sergio Higuita   | XDS Astana Team            | 27     |
| 4        | Jonas Vingegaard | Team Visma \| Lease a Bike | 26     |
| 5        | Lenny Martinez   | Bahrain-Victorious         | 23     |

| Plaats     | Naam             | Ploeg                      | Tijd      |
| ---------- | ---------------- | -------------------------- | --------- |
| Witte trui | Florian Lipowitz | Red Bull-BORA-hansgrohe    | 25u35'48" |
| 2          | Remco Evenepoel  | Soudal Quick-Step          | + 1'43"   |
| 3          | Paul Seixas      | Decathlon AG2R La Mondiale | + 5'47"   |
| 4          | Carlos Rodríguez | INEOS Grenadiers           | + 6'19"   |
| 5          | Ben Tulett       | Team Visma \| Lease a Bike | + 10'30"  |

1947 · 1948 · 1949 · 1950 · 1951 · 1952 · 1953 · 1954 · 1955 · 1956 · 1957 · 1958 · 1959 · 1960 · 1961 · 1962 · 1963 · 1964 · 1965 · 1966 · 1967 · 1968 · 1969 · 1970 · 1971 · 1972 · 1973 · 1974 · 1975 · 1976 · 1977 · 1978 · 1979 · 1980 · 1981 · 1982 · 1983 · 1984 · 1985 · 1986 · 1987 · 1988 · 1989 · 1990 · 1991 · 1992 · 1993 · 1994 · 1995 · 1996 · 1997 · 1998 · 1999 · 2000 · 2001 · 2002 · 2003 · 2004 · 2005 · 2006 · 2007 · 2008 · 2009 · 2010 · 2011 · 2012 · 2013 · 2014 · 2015 · 2016 · 2017 · 2018 · 2019 · 2020 · 2021 · 2022 · 2023 · 2024  · 2025 · 2026
Tour Down Under ·
Great Ocean Road Race ·
Ronde van de Verenigde Arabische Emiraten ·
Omloop Het Nieuwsblad ·
Strade Bianche ·
Parijs-Nice · 
Tirreno-Adriatico · 
Milaan-San Remo ·
Ronde van Catalonië ·
Classic Brugge-De Panne ·
E3 Saxo Classic ·
Gent-Wevelgem ·
Dwars door Vlaanderen ·
Ronde van Vlaanderen ·
Ronde van het Baskenland ·
Parijs-Roubaix ·
Amstel Gold Race ·
Waalse Pijl ·
Luik-Bastenaken-Luik ·
Ronde van Romandië ·
Eschborn-Frankfurt ·
Ronde van Italië ·
Critérium du Dauphiné ·
Ronde van Zwitserland ·
Copenhagen Sprint · 
Ronde van Frankrijk ·
Clásica San Sebastián ·
Ronde van Polen ·
BEMER Cyclassics ·
Renewi Tour ·
Ronde van Spanje ·
Bretagne Classic ·
GP van Quebec ·
GP van Montreal ·
Ronde van Lombardije ·
Ronde van Guangxi